# 빌럼 드레이스

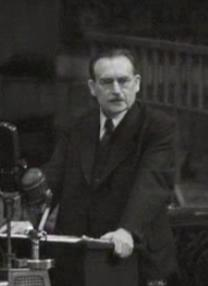
빌럼 드레이스

빌럼 드레이스(네덜란드어: Willem Drees, 1886년 7월 5일 ~ 1988년 5월 14일)는 네덜란드의 노동당 정치인으로, 1948년 8월 7일부터 1958년 12월 22일까지 네덜란드의 총리를 지냈다.
드레이스는 중요한 기여 및 사회 개혁 관련 법률로, 많은 사람들에게 제2차 세계 대전 이후 네덜란드에서 가장 중요한 정치인으로 칭찬받았으며, 2006년 VPRO가 실시한 여론 조사에서 제2차 세계 대전 이후 네덜란드 최고의 총리에 선정되었다.